# Kayangan Lacus
Il Kayangan Lacus è una struttura geologica della superficie di Titano.